# Halicyclops oraeeburnensis
Halicyclops oraeeburnensis – gatunek widłonoga z rodziny Halicyclopidae. Nazwa naukowa tych skorupiaków została opublikowana w 1957 roku przez szwedzkiego zoologa Knuta Lindberga.